# フィーバー吉田拓郎の夏休みがいっぱい
フィーバー吉田拓郎の夏休みがいっぱいは、2005年8月にSANKYOが発売した、吉田拓郎の楽曲にのせて繰り広げられるノスタルジックな演出が特徴的なパチンコ機のシリーズ名。
CRフィーバー吉田拓郎の夏休みがいっぱいSF-TとCRフィーバー吉田拓郎の夏休みがいっぱいMF-Tの2機種がある。

## 概要
液晶型のデジパチ。1970年代以降、日本の音楽シーンの牽引者として、多大な影響を与え続けてきた吉田拓郎がパチンコとなって登場。機種名にもある夏休みを題材とした、昔懐かしいほのぼのとした演出が特徴的な機種である。

大当たり中に流れる楽曲は3曲搭載されている。大当たりラウンド中は、楽曲とリンクしたミニドラマ演出の映像が流れる。
通常大当たりラウンド中に流れる『夏休み』、確変獲得期待大の大当たり中に流れる『結婚しようよ』、特定の条件を満たせば流れる『となりの町のお嬢さん』があり、楽曲によって役割が異なる。

大当たり図柄は9種類あり、奇数図柄が揃うと確変大当たりで、偶数図柄で大当たりの場合は通常大当たりとなる。

通常大当たりの場合でも、大当たりラウンド中もしくは大当たりラウンド終了後に確変に昇格することもある。

従来の機種とは異なり、あらゆるタイミングから突然確変に突入する仕様となっている。

## スペック
- CRフィーバー吉田拓郎の夏休みがいっぱいSF-T
  - 賞球数 3&4&10&15
  - 大当たり最高継続 15R（9カウント）
  - 大当たり確率 1/397.2
  - 確変中大当たり確率　1/39.7
  - 確変継続率　67%
  - 確変期間　次回大当たりまで/リミッターなし
  - 時短システム　全ての大当たり終了後　100回転
- CRフィーバー吉田拓郎の夏休みがいっぱいMF-T
  - 賞球数 3&4&10&15
  - 大当たり最高継続 15R（9カウント）
  - 大当たり確率 1/343.1
  - 確変中大当たり確率　1/34.3
  - 確変継続率　54.8%
  - 確変期間　次回大当たりまで/リミッターなし
  - 時短システム　全ての大当たり終了後　100回転

## 図柄
確変図柄
- 1
- 3
- 5
- 7
- 9

通常図柄
- 2
- 4
- 6
- 8

## 演出
予告アクション

デジタル回転中に発生する予告や、リーチ成立後に発生する予告など多彩なパターンの予告が搭載されている。

- どこでもクワガタ予告

木の役物が「ざわざわ」して、突然右上からクワガタが出現することがある。発生したら激熱である。
発生タイミングは様々なパターンがある。
- どこでも拓郎予告

木の役物が「ざわざわ」して落下してくるパターンや、ザリガニチャンス中に登場するパターン、デジタル回転中に耕耘機で登場するパターンや、リーチ中にカットインで登場するパターンなど、様々なパターンで吉田拓郎が出現する。
いずれかが発生した時点で激熱である。

- ざわざわステップアップ予告

木の役物が「ざわざわ」して何かが落ちて来ればチャンスとなるステップアップ式の予告。
「花火」や「ギター」、「金カブトムシ」や「3人忍者」などが落下してくることがある。
- 拡声器予告

デジタル回転中に町内放送で期待度をお知らせする予告。
合計7人のキャラクターがお知らせするセリフには30種類以上のパターンがある。
- リーチ時予告

リーチ成立時に麦わら帽子が出現すると激熱である。
- 乗り物予告

デジタル回転中に三輪自動車などが通過することがある。吉田拓郎が耕耘機で登場すれば激熱で、汽車ポッポが出現すれば超激熱である。
スーパーリーチに発展する時には3種類の予告のいずれかを経由する。

「ザリガニチャンス」「駄菓子屋チャンス」「絵日記チャンス」のいずれかを経由してからスーパーリーチ演出が始まる。

ザリガニチャンスは変動開始時に突入し、ザリガニやカエルやナマズなどの生き物を釣り上げる演出で、釣り上げた生き物で期待度が変化する。

駄菓子屋チャンスはノーマルリーチ後に突入し、3種類の駄菓子からボタンで選択する。選んだ駄菓子から表示される文字で発展リーチが変化する。

絵日記チャンスはノーマルリーチ後に突入し、発展するリーチを絵日記で表示する。

リーチアクション

図柄テンパイ後に発生するノーマルリーチが、全てのスーパーリーチの基本形となる。ここから様々な予告を経ていずれかのリーチへと発展していく。
- ロングリーチ

夏の日差しで図柄が溶けながら進んでいく。
- 花火リーチ

線香花火がテンパイ図柄に変わったところで停止すれば大当たりとなる。
みんなで手持ち花火をするパターンが出現すればチャンスアップである。
- 川のヌシリーチ

川のヌシを追いかけて捕まえることができれば大当たりとなる。
通常とは異なるヌシが出現するパターンや、3人で追いかけるパターンはチャンスアップとなる。
- 結婚しようよリーチ

「結婚しようよ」の楽曲に合わせたストーリーが展開される。一度ハズれた後にカットインが入れば後半へと発展する。
大当たり信頼度が高いリーチアクションである。
- 全回転リーチ

「夏休み」が流れ、図柄が揃った状態で回転する。大当たり確定のアクションで、ハズレ目から発展することもある。
- スイカ割りゲーム

狙いを定めてボタンを押し、スイカが割れれば大当たりとなる。最大で3回まで挑戦することができる。
- カブト虫対決ゲーム

昆虫相撲がモチーフのプレイヤー参加型リーチ。好きなカブト虫を選択してボタン連打で相手を投げ飛ばせば大当たりとなる。

夏休みモード

様々なタイミングで突然確変に突入することがある。突確当選時に移行するのが「夏休みモード」である。

夏休みモード突入箇所は全部で5つある。スーパーリーチの入口になる3種類の予告、予告アクションの「ざわざわステップアップ」、大当たり後の時短中の「ざわざわチャンス」中のいずれかのアクション中に突入することがある。

- ザリガニチャンス

ザリガニを釣り上げるとチャンスアップとなる。画面がセピアになり「夏休み」の曲と歌詞が流れれば夏休みモードに突入する。
- 駄菓子屋チャンス

アイスの棒に夏休みと書かれていたら夏休みモードに突入する。
- 絵日記チャンス

キャンプファイヤーが描かれていれば夏休みモードに突入する。
- ざわざわステップアップ

茂み役物が揺れ、吉田拓郎を含めた5人のキャラクターが落ちて来れば夏休みモードに突入する。
- ざわざわチャンス

虹色の背景の中に夏休みの文字が現れたら夏休みモードに突入する。

大当たりラウンド中アクション

通常大当たりの12ラウンド目に表彰状をもらう演出が発生すれば確変昇格のチャンスである。

大当たりラウンド中に吉田拓郎が出現する、大当たり中の楽曲が通常の夏休みではなく結婚しようよが流れる、などのチャンスアップパターンもある。

大当たりラウンド中に確変昇格しなかった場合は、大当たりラウンド終了後に「メンコチャンス」が発生し、メンコの勝負に勝てば確変を獲得できる。

メンコチャンスにもチャンスアップパターンはいくつか存在する。吉田拓郎が描かれているメンコが登場するパターンや、「お願い」ボイス発生時は確変昇格の期待大である。

ざわざわチャンス

時短中は昆虫採集の「ざわざわチャンス」に突入する。虫を5匹捕まえることができれば大当たりとなる。

演出中に捕まえた虫をカエルが食べてしまい数を減らすパターンもある。